# Gouache
Gouache er en maleteknik, hvor der bruges vandfarver, der dækker billedets bund helt.

## Maling og teknik
Gouachemaling indeholder hvidt farvestof, der gør farverne mere matte og dækkende, således at papir eller underlag ikke skinner igennem som ved sædvanlig vandfarve eller lasurmaling. Desuden indeholder malingen farvestof opløst i vand- og gummi arabikum (lim), som andre vandfarver.
En række kunstmalere og illustratorer har brugt - og bruger - denne maleteknik. Gouachemaling er renligt at arbejde med, fordi det er vandopløseligt, giver relativt glatte farveflader og mørkere partier kan dækkes med en lys farve. Teknikken egner sig især til illustrationsoriginaler, som skal reproduceres som farvestrålende plakater. Det har også været almindeligt at anvende gouache til farvelægning af plastceller i tegnefilm, hvor figurerne skal have heldækkende farver, mens baggrunden er udført i mere nuancerig akvarelteknik. Gouache kan delvis erstattes af akrylmaling, der er vandopløselig, når den er våd, men kan tåle vand, når den er tør.